# ガンゼキラン

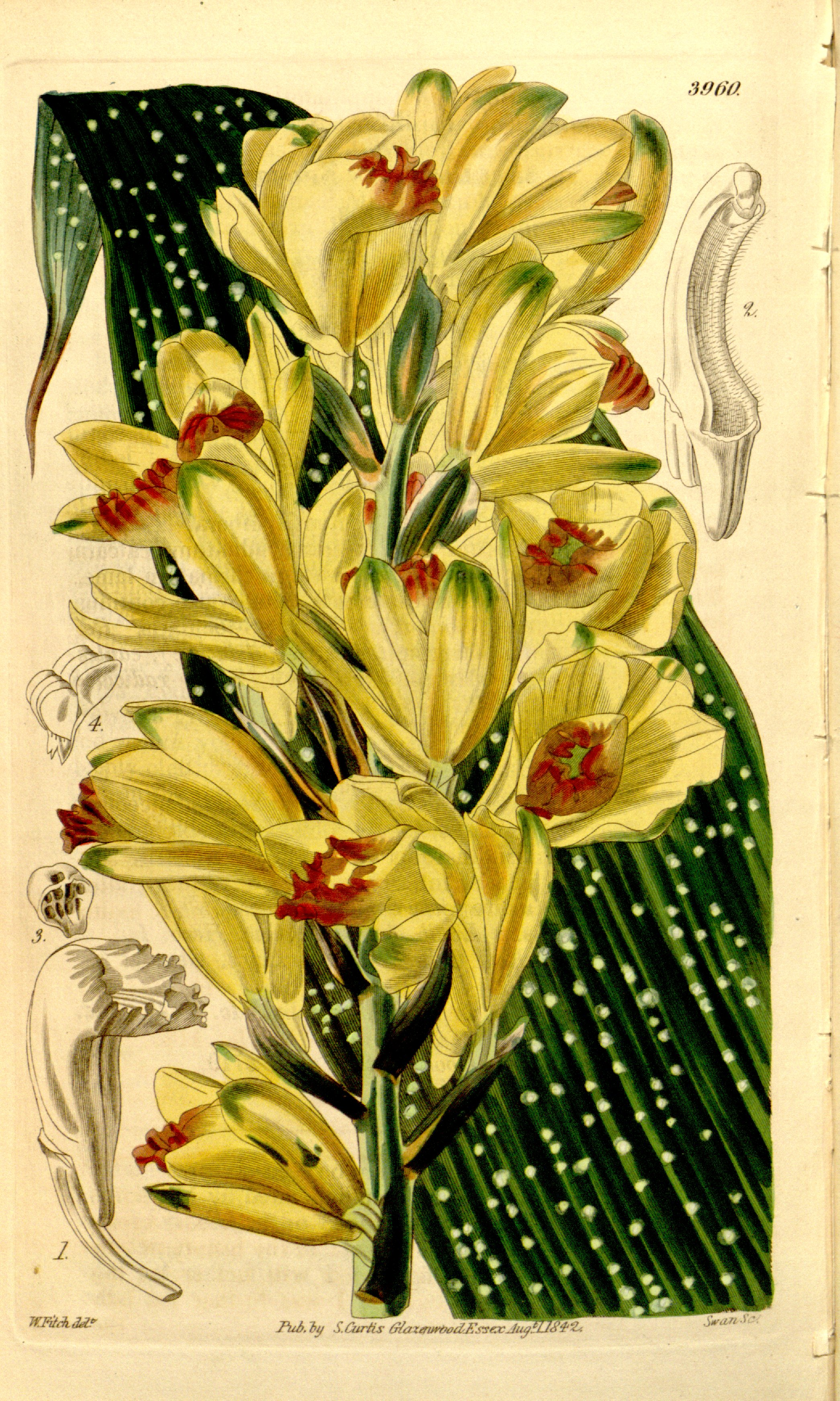
図版

ガンゼキラン(Phaius flavus (Blume) Lindl.)は、単子葉植物ラン科に属する多年草である。形の上ではエビネによく似ているが、花の形はかなり異なっている。観賞用に栽培されることも多い。

## 特徴
常緑樹林内の地上に生える地性ランで、地表には偽球茎が並ぶ。偽球茎は卵形で高さ3cmにもなる。葉は数枚が偽球茎の先端から伸びる。その基部は葉鞘状に巻いて少し伸び、先端で葉身が分かれ、大きいものは高さ50cm程に伸びる。葉は楕円形で大きく、少し縦しわがある。
花は初夏に咲く。偽球茎の基部の横から花茎が伸び、葉の上近くまで出て十数個前後の花を穂状につける。花は鮮やかな黄色。花弁はやや細長く、全体に筒状に咲いて花びらは広がらない。唇弁には縦じわが多く、やや赤みが濃くなっている。
日本国内では本州では静岡県と紀伊半島、およびそれ以南の四国と九州、伊豆諸島と琉球列島に分布し、国外では台湾からフィリピン、マレーシア、インドに分布する。

## 利用
古くからエビネ類とともに観賞用に栽培された。花も喜ばれるが、葉が黄色い水玉模様の斑入りになる株があり、これもよく栽培された。この斑入りのものを特にホシケイランと呼ぶ。
ただし、このように採集が行われたために、現在では日本国内では野生株を見るのは困難な状況にある。
性質は強健であるが、凍結させると株が弱ってしまう。また、乾燥を嫌う。

## 近似種
この種を含むガンゼキラン属は熱帯アジアを中心に約50種が知られる。日本では屋久島以南にカクチョウラン(P. tancarvilleae (Banks) Blume)がある。姿はガンゼキランに似るが、高さ1mになる、日本で最も大きな地生ランである。花皮片外面は蝋細工のように白く内面は赤褐色、唇弁の内側と先端近くが濃い紅色をしている。これもツルランやリュウキュウエビネなどとともによく栽培される。